# Pelikan (biograf)

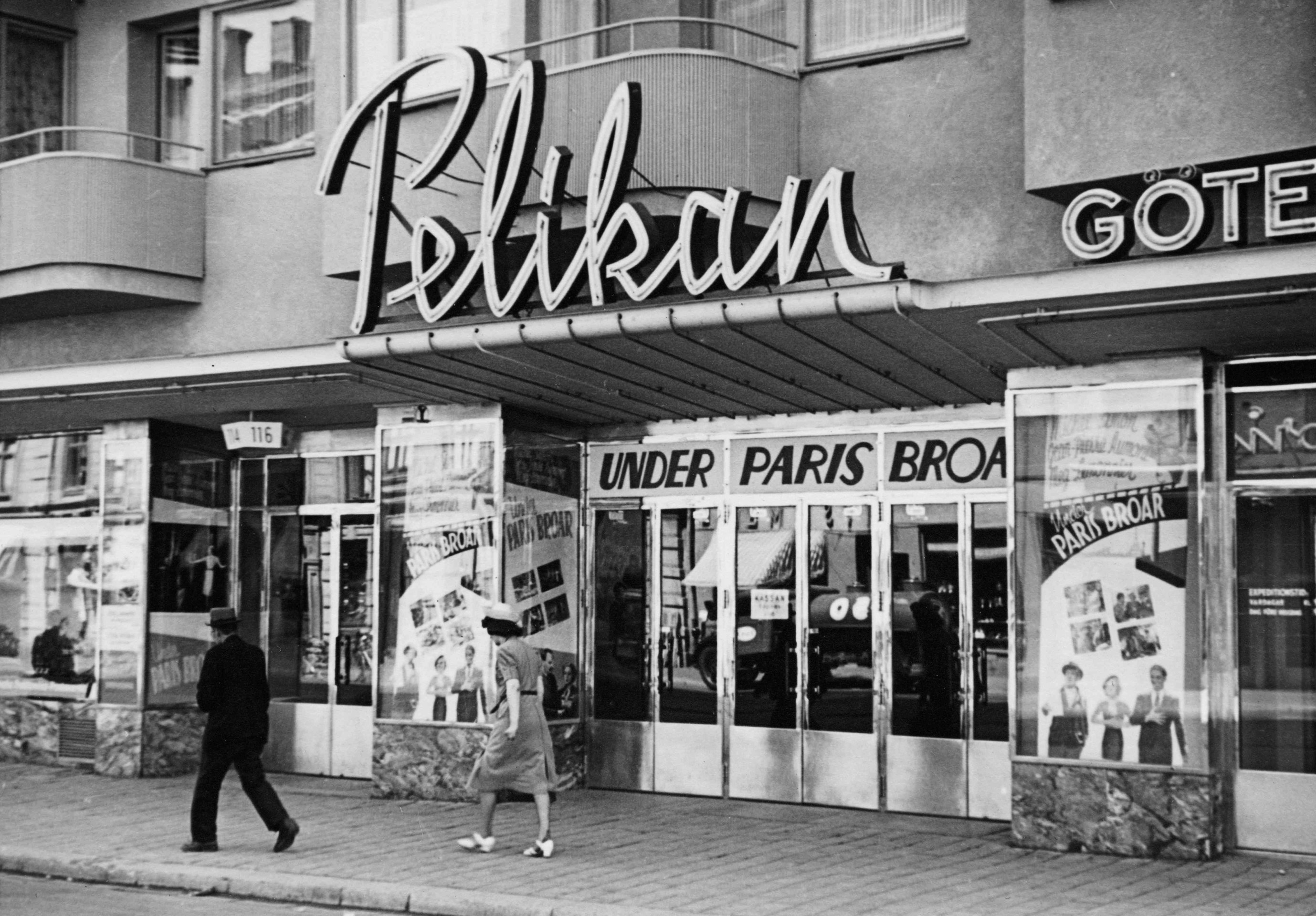
Biografen Pelikan 1949.

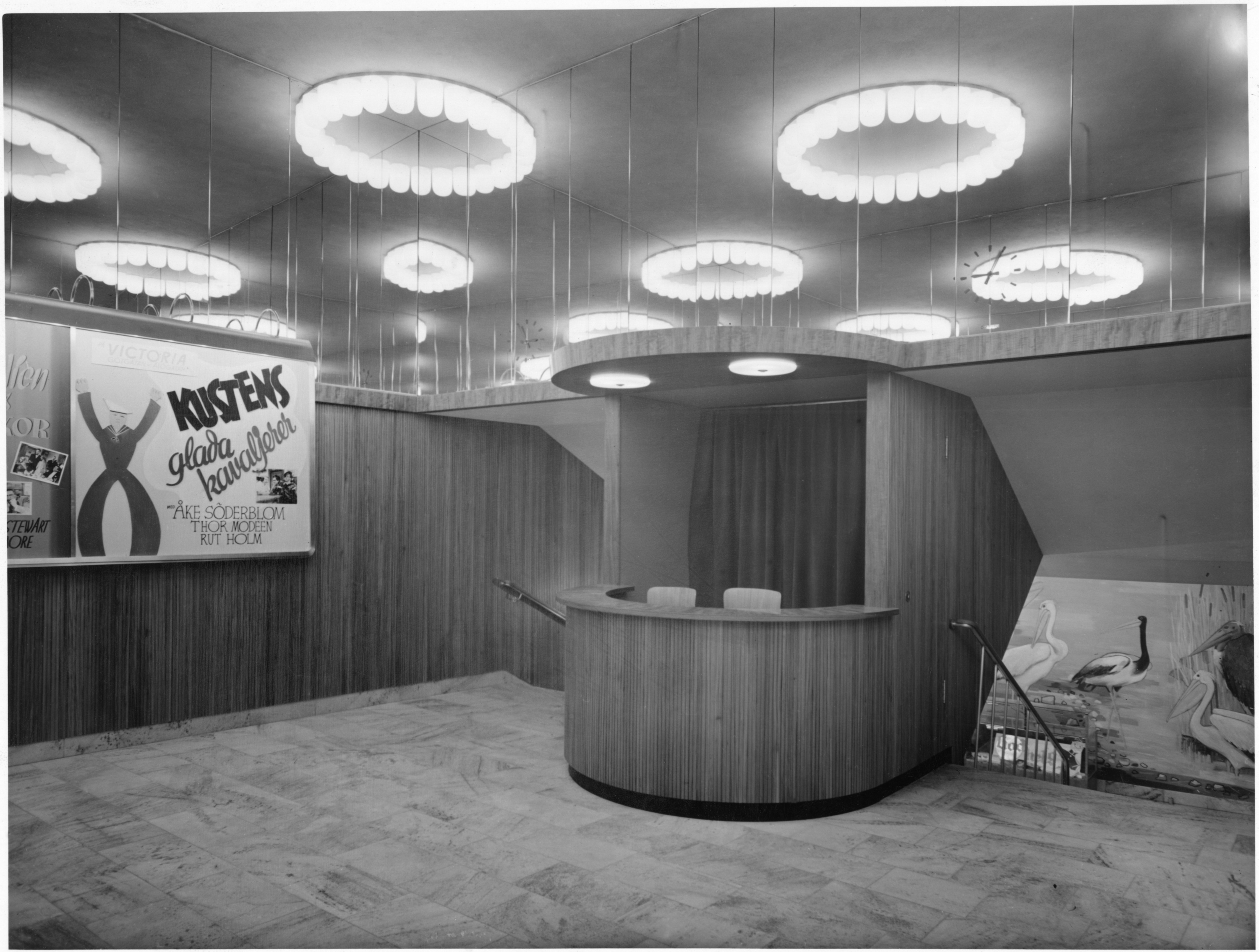
Biografens foajé med affisch för Kustens glada kavaljerer (1938).

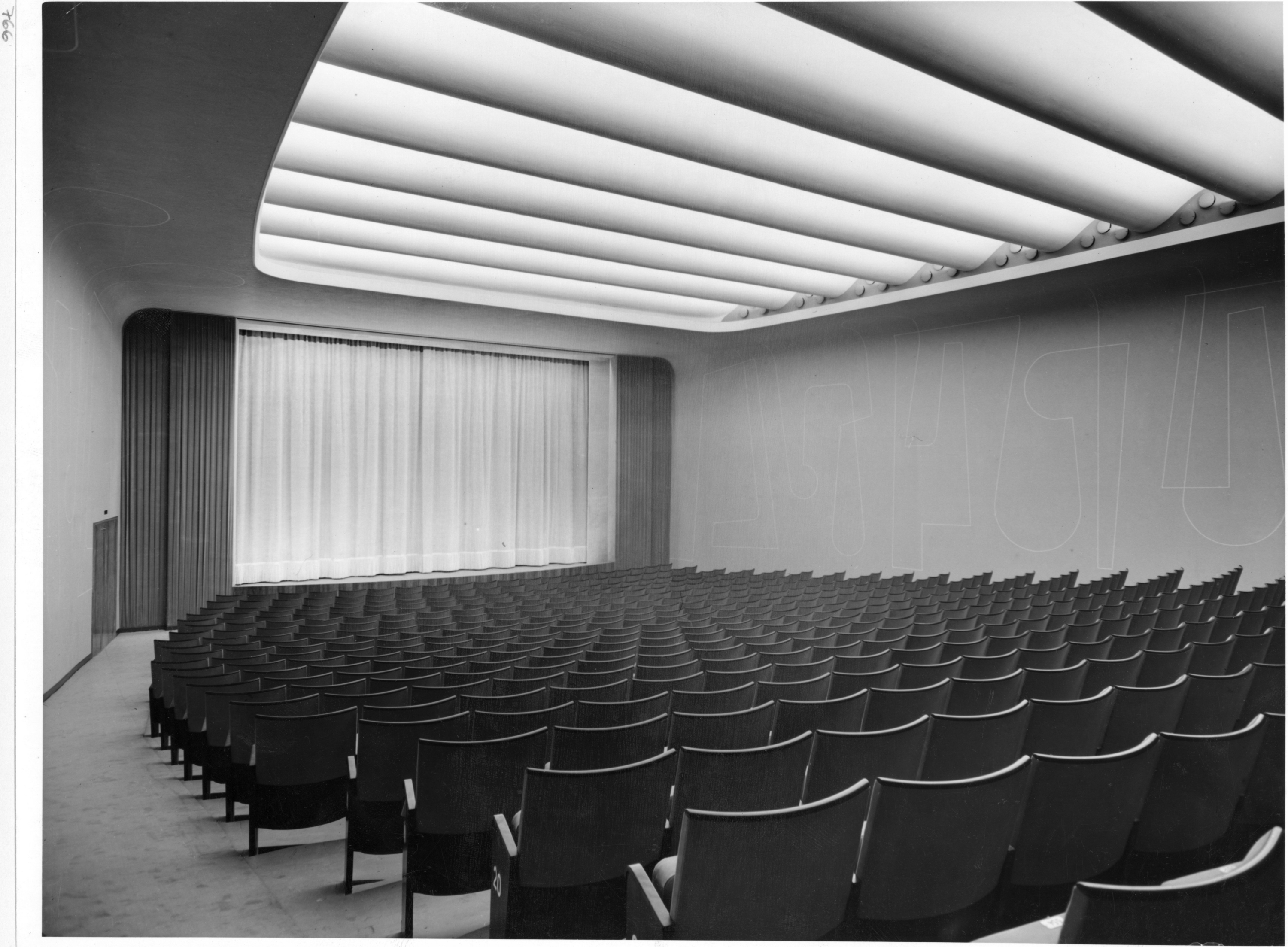
Biosalongen.

Pelikan var en biograf vid Folkungagatan 114 på Södermalm i Stockholm. Biografen öppnade i december 1938 och sista filmen visades 1970.
Pelikan låg i en nybyggd bostadsfastighet nära Renstiernas gata. Ägare var Sandrews och arkitekt var Björn Hedvall. Hedvall ritade många biografer, både på landsorten och i Stockholm. Han kallade sig själv "biografspecialist" och gestaltade ett 20-tal biografer i Stockholm under 1930- och 1940-talen. Över Pelikanen var Anders Sandrew särskild stolt. Entrén och foajén var gestaltade i funkis med aluminium och neonljusdekorerad baldakin. Biljettkiosken var i glas och trä. Salongen hade svängda väggar som bildade en oval. Salongen rymde 571 platser. Fåtöljerna var överdragna med röd klädsel. För den konstnärliga utsmyckningen stod Kalle Lodén.
Pelikan överlevde 1960-talets biografdöd, salongen blev renoverad och fick nya, bekvämare fåtöljer. Biografen fungerade till och med som premiärbiograf under några år. Den 26 april 1970 var dock biograftiden definitivt slut. Lokalen byggdes om för danssalongen ”Ramona”. När danssalongen stängdes 1986 slogs lokalen ihop med intilliggande livsmedelsbutik.
Mittemot Pelikan öppnade 1938 ytterligare en biograf: Gloria. Gloria hörde till konkurrenten Europafilms biografkedja och fanns kvar fram till juni 1960.
Vid en större renovering av baldakinen under 2020 anpassades delar av fasaden för att efterlikna den ursprungliga biografen. Samtidigt bytte livsmedelsbutiken namn till Ica Pelikan för att knyta an till platsens historia.